# Chamaesphecia crassicornis
Chamaesphecia crassicornis là một loài bướm đêm thuộc họ Sesiidae. Loài này có ở tây nam Áo, miền nam Slovakia, Hungary, Serbia, România, Bulgaria, miền nam Nga, Kazakhstan và Kirgizia. Loài này hiếm có ở Trung Âu. Loài này đã được thả ở Bắc Mỹ để kiểm soát sinh học loài đại kích Euphorbia esula.

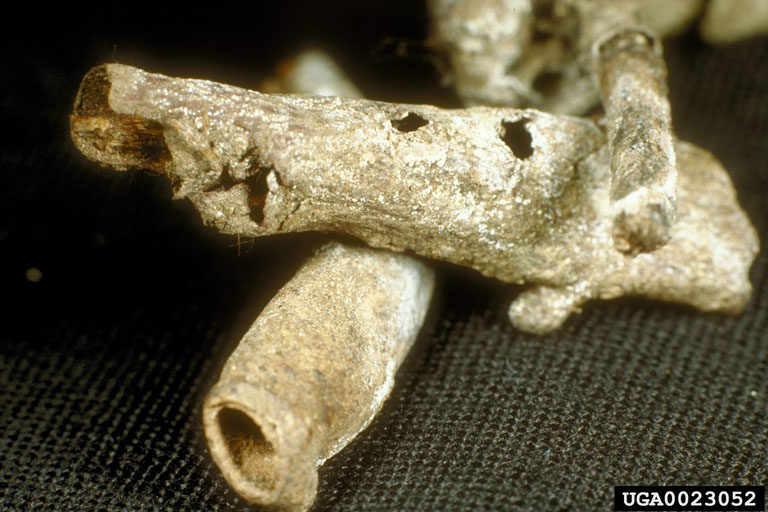
Damage

Sải cánh dài 16–22 mm. Con trưởng thành bay vào tháng 7.
Ấu trùng ăn Euphorbia esula, Euphorbia incisa, Euphorbia cyparissias và mức độ ít hơn là loài Euphorbia lathyris. Chúng đục rễ cây chủ.

## Hình ảnh

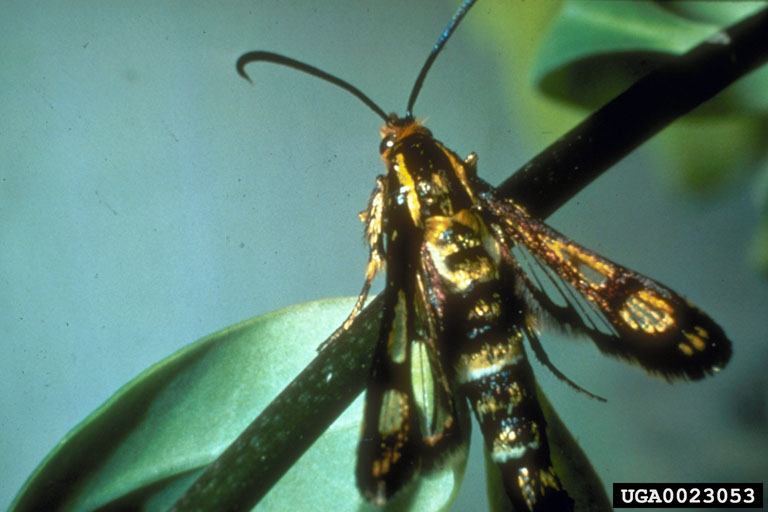